# 白溶裔

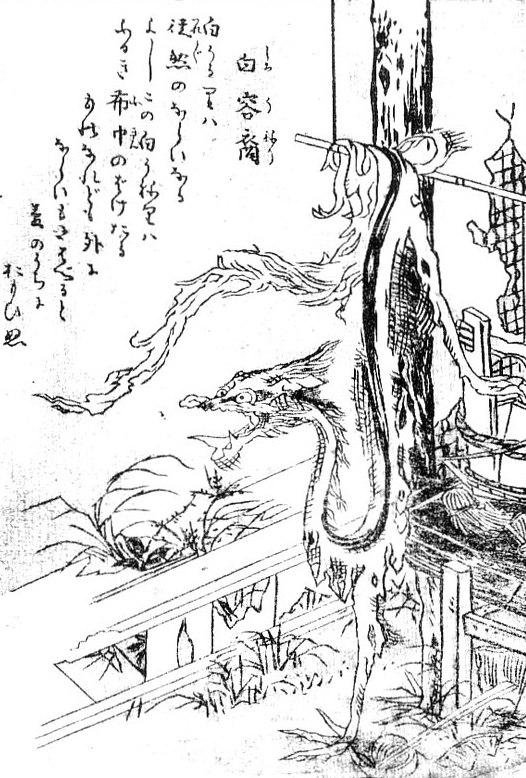
鳥山石燕『百器徒然袋』より「白容裔」

水木しげるロードに設置されている「白うねり」のブロンズ像

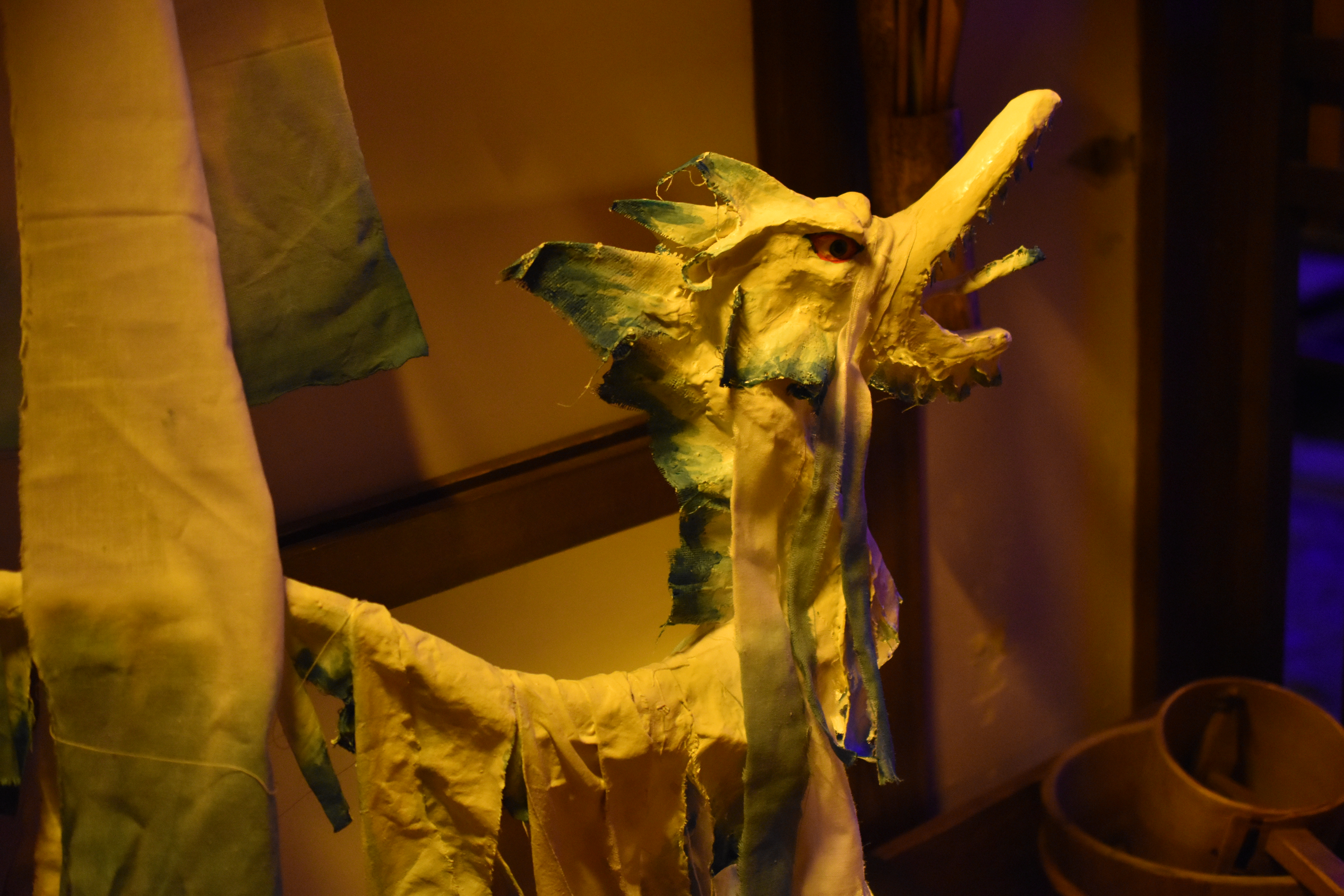
深川江戸資料館「お化けの棲家」の白うねり

白溶裔、白容裔、白うねり（しろうねり）は、鳥山石燕の妖怪画集『百器徒然袋』にある日本の妖怪。

## 概要
ぼろい布でできた竜のような姿で描かれ、「容裔」（ようえい）という熟語は「風でものがなびく様子」を示す。石燕による解説文には「古きふきんの化けたるもの」とあり、古い布巾が化けたものとされる。名称は兼好法師の『徒然草』に登場する人物「しろうるり」をもじって名づけられたものであり、石燕の創作による妖怪であると考えられている。石燕の「しろうねり」表記は絵では「白容裔」の文字が用いられているが、目次部分では「白溶」が使われている。
昭和・平成以降の妖怪関連の書籍では、「白うねり」あるいは「白溶裔」と表記され、古い雑巾や布巾がこの妖怪に変化し、人間を襲い、体を覆う不快な粘液と全身から放つ悪臭で人を気絶させるという解説がしばしば見られるが、これは小説家・山田野理夫の著書『東北怪談の旅』に収録されている「古ぞうきんの仇討ち」における古雑巾の行動などが引用されていると見られている。同書では岩手県の藩士を下女が殺して逃げようとしたところ、家の古雑巾が下女の顔に飛びつき、窒息死させたとある（ただし『東北怪談の旅』は、著者によって創作された本来存在しない妖怪伝承が多数収録されたことで有名である）。